# رودلف ايمانويل ياكوبسن
رودلف ايمانويل ياكوبسن (بالنرويجية: Rudolf Emanuel Jacobsen)‏ (و. 1879 – 1937 م) هو مهندس معماري نرويجي، ولد في أوسلو، توفي في أوسلو، عن عمر يناهز 58 عاماً.

## التعليم
تعلم في المعهد الملكي للتكنولوجيا.